# Bertrand Gille
Bertrand Fabien Gille (født 24. marts 1978 i Valence, Frankrig) er en fransk håndboldspiller. Han spiller til dagligt for den tyske Bundesliga-klub HSV Hamburg, hvor hans storebror Guillaume Gille er blandt spillerne. Gille skiftede til Hamburg i 2002, og spillede før da for Chambéry Savoie i sit hjemlands bedste liga.

## Barndom
Bertrand Gille er søn af Francoise og Jean-Claude Gille. To år tidligere var hans storebror, Guillaume Gille kommet til verden. Bertrand begyndte at spille håndbold, da han var 6 år gammel, hvor han startede i samme klub som sin bror, Guillaume, nemlig HSC Loiriol. Faderen, Jean-Claude Gille, var træner i klubben. I 1982 kom lillebror, Benjamin Gille til verden.

## Landshold
Bertrand Gille var en del af det franske landshold, der blev verdensmestre i 2001 efter finalesejr over Sverige. Ved EM i 2006 vandt han ligeledes guld, denne gang efter at franskmændene besejrede Spanien i finalen. Han var også med, da Frankig vandt OL-guld i Beijing, Kina. Bertrand Gille blev endvidere udtaget til EM i Østrig. Han scorede 8 mål i 3 kampe. Efter EM 2010 i Østrig fik Bertrand Gille en mindre skade i hælen. Det viste sig, at han ikke var helt klar til håndbold efter sin genoptræning, og han holdt en pause på cirka en måned. Han fik sit comeback 7. marts 2010 i en Champions League-kamp mod Croatia Zagreb.

## Privat
Bertrand Gille er gift med Raphaelle, og har tre børn: Tao, Zora og Máe. Sønnen, Tao, er født i 2003, Zora er født i 2005, og Máe er født i 2007.

## Familie
Bertrand har to brødre, der også spiller håndbold. Først hans lige så kendte storebror, Guillaume Gille og så hans fire år yngre lillebror, Benjamin Gille. Gille spiller sammen med Guillaume Gille i HSV Hamburg. De to brødre har spillet sammen lige siden de begge var små. De begge to er kendt for deres sammenhold i håndboldverdenen. De har spillet sammen på landsholdet siden 1997. 
De holder begge øje med hinanden på håndboldbanen, og de har begge udtalt, at de har et "falkeblik", når det kommer til det at holde øje med brormand. Guillaume har udtalt: "Som brødre er vi sådan. Jeg lider med ham, han med mig." 

## Eksterne links
- Wikimedia Commons har flere filer relateret til Bertrand Gille
- Bertrand Gilles opslag i Munzinger Sportsarchiv (tysk)
- Bertrand Gilles profil på Olympics.com (engelsk)
- Bertrand Gilles profil på Olympic.org (arkiveret) (engelsk)
- Bertrand Gilles profil på Sports-Reference OL-resultater (arkiveret) (engelsk)
- Bertrand Gilles profil på Olympedia (engelsk)
- Bertrand Gilles profil hos Frankrigs Olympiske Komité (fransk)
- Bertrand Gilles profil hos Det Europæiske Håndboldforbund (engelsk)
- Bertrand Gilles profil hos Ligue Nationale de Handball (fransk)
- Spillerinfo Arkiveret 20. august 2011 hos  Wayback Machine
- M/les internationaux/bertrand-gille/ Spillerinfo (Webside ikke længere tilgængelig)